# Wilhelm Schmolz
Wilhelm Schmolz (* 27. Juni 1930; † 31. Oktober 2018) war ein deutscher Verwaltungsjurist.

## Leben
Schmolz studierte Rechtswissenschaften in Tübingen und wurde 1950 Mitglied der Studentenverbindung Normannia Tübingen. Er wurde zum Dr. iur. promoviert. 
Er war ab 1964 im Justizministerium Baden-Württemberg tätig, zunächst als Referent und später als Referatsleiter sowie als Leiter der Abteilung I (Personal und Organisation). Von 1989 bis 1995 war er Ministerialdirektor und als Amtschef der ständige Vertreter der Minister Heinz Eyrich, Helmut Ohnewald und Thomas Schäuble.